# San Ignacio (Sinaloa)
San Ignacio ist eine Stadt mit etwa 4.500 Einwohnern im Süden des mexikanischen Bundesstaates Sinaloa und Verwaltungssitz des Municipio San Ignacio. Die Stadt ist auch als San Ignacio de Piaxtla bekannt. Sie liegt auf 151 Metern Höhe.

## Geschichte
San Ignacio wurde 1633 von dem Jesuitenpater Diego González Cueto gegründet.

## Sonstiges
Die Stadt liegt im Gebiet des Sinaloa-Kartells eines der mächtigsten Drogenkartelle Mexikos. Im Jahr 2014 wurden in San Ignacio zwölf Leichen in einem Geländewagen aufgefunden. Die Opfer hätten Folterspuren und Brandverletzungen aufgewiesen, berichtete die Zeitung El Debate.